# Vital Cuinet

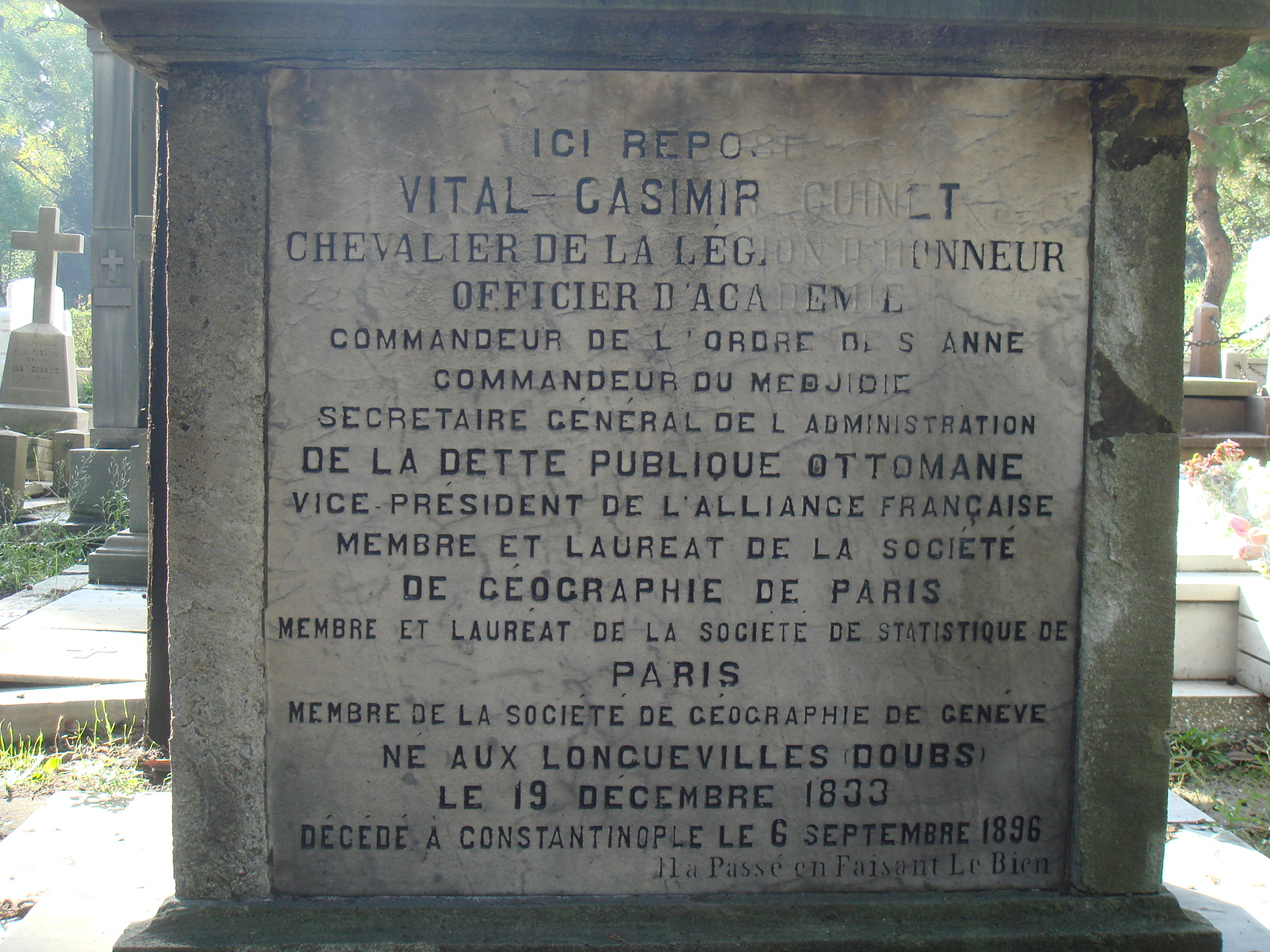
Tomba de Vital Cuinet a Istanbul

Vital-Casimir Cuinet, conegut habitualment com a Vital Cuinet (Longuevilles -Doubs-, 19 de desembre de 1833 - Constantinoble, 6 de setembre de 1896) fou un geògraf i orientalista francès. És conegut sobretot per la seva obra La Turquie d'Asie, géographie administrative: statistique, descriptive et raisonnée de chaque province de l'Asie Mineure, que aborda la situació socioeconòmica de l'Imperi Otomà.